# Vittorio Gnecchi
Vittorio Gnecchi (Milà 17 de juliol de 1876 - Milà, 5 de febrer de 1954) fou un compositor italià.
Era el segon fill del matrimoni Francesco Gnecchi i Isabella Bozzotti. El seu avi era un ric industrial motiu pel qual Vittorio va poder estudiar amb mestres particulars, entre ells el mestre Michelle Saladino, que havia estat professor de Pietro Mascagni i Victor de Sabata.
Estudià al Conservatori Giuseppe Verdi de la seva vila natal, i als vint anys estrenà la seva primera òpera, Virtù d'amore. Després va compondre Cassandra, Rosiera i Judith, devent-se-li a més, melodies corals i una obertura per a dos pianos a vuit mans. Amb el títol de Telepatia musicale, Giovanni Tebaldini publicà en la Revista musicale un curiós estudi en el que exposa la notable similitud d'alguns temes de Elektra de Strauss i seva Cassandra.